# Ctenitis mascarenarum
Ctenitis mascarenarum là một loài thực vật có mạch trong họ Dryopteridaceae. Loài này được (Urb.) Tardieu miêu tả khoa học đầu tiên năm 1954.